# Erie (Dakota du Nord)
Pour les articles homonymes, voir Erie.
Erie est une census-designated place située dans le comté de Cass, dans l’État du Dakota du Nord, aux États-Unis. Sa population s’élevait à 50 habitants lors du recensement de 2010.

## Démographie
| Groupe            | Erie | Dakota du Nord | États-Unis |
| ----------------- | ---- | -------------- | ---------- |
| Blancs            | 98,0 | 90,0           | 72,4       |
| Amérindiens       | 2,0  | 5,4            | 0,9        |
| Autres            | 0    | 4,6            | 26,7       |
| Total             | 100  | 100            | 100        |
|                   |      |                |            |
| Latino-Américains | 0    | 2,0            | 16,7       |

Selon l'American Community Survey, pour la période 2011-2015, 95,97 % de la population âgée de plus de 5 ans déclare parler anglais à la maison, alors que 4,03 % déclare parler l'allemand.
| 2000 | 2010 | - | - | - | - |
| ---- | ---- | - | - | - | - |
| 65   | 50   | - | - | - | - |

## Source
- (en) Cet article est partiellement ou en totalité issu de l’article de Wikipédia en anglais intitulé « Erie, North Dakota » (voir la liste des auteurs).